# Sirpa Kähkönen
Sirpa Kähkönen (? –) finn regényíró és műfordító. Kezdetben fiataloknak írt, majd Kuopio történelmi regénysorozatával szerzett népszerűséget Finnországban.
Kuopióban született, irodalmat és történelmet tanult, mielőtt szerkesztőként dolgozott. Irodalmi pályafutása 1991-ben kezdődött a fiataloknak szóló Kuu taskussa (Hold a zsebedben) című regényével, melynek első felnőtt regénye, a Mustat morsiamet (Fekete menyasszonyok, 1998) 1999-ben Savonia-díjat kapott. Legújabb műve, a Graniittimies (Gránitember) egy történelmi regény, amely a finn fiatalok életét mutatja be a szovjet időkben.

## Magyarul megjelent
- Gránitember (Graniittimies) – Polar Könyvek, 2025 · ISBN 9786155866739 · Fordította: Huotari Olga

## Fordítás
- Ez a szócikk részben vagy egészben  a   Sirpa Kähkönen című angol Wikipédia-szócikk ezen változatának fordításán alapul.  Az eredeti cikk szerkesztőit annak laptörténete sorolja fel. Ez a jelzés csupán a megfogalmazás eredetét és a szerzői jogokat jelzi, nem szolgál a cikkben szereplő információk forrásmegjelöléseként.